# مجوهرات الأعضاء التناسلية

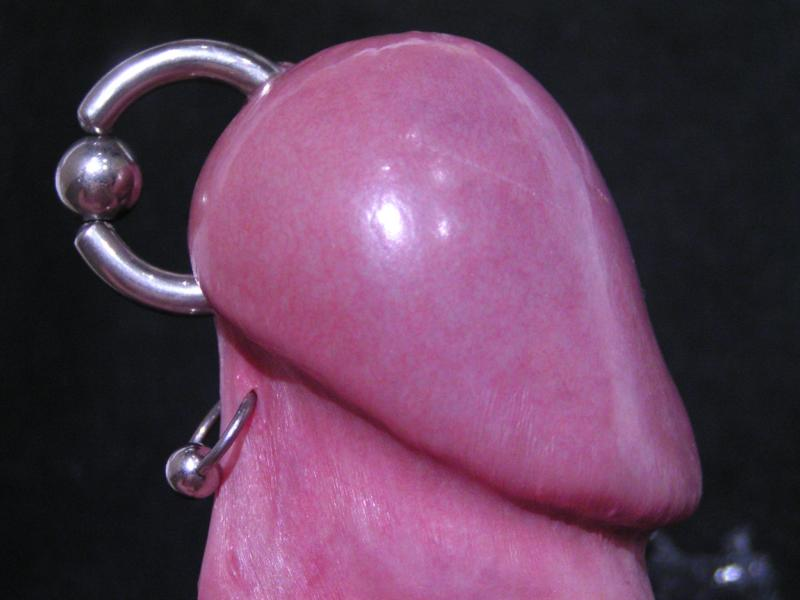

مجوهرات الأعضاء التناسلية (بالإنجليزية: Genital jewellery)‏، معروفة أيضاً باسم مجوهرات الجنس (بالإنجليزية:  sex jewelry)‏ ومجوهرات الكبار (بالإنجليزية: adult jewelry)‏، وهي المجوهرات التي صممت خصيصاً للبس على الأعضاء التناسلية. وأيضاً خواتم الحلمة ومقابس المؤخرة يمكن تسميتها مجوهرات الأعضاء التناسلية.